# Yasmine Kassari
Yasmine Kassari (Yerada, 1970) directora de cine belga de origen marroquí.
Después de estudiar un año medicina en París, se matriculó en el INSAS (Institut National Supérieur des Arts du Spectacle) de Bruselas. Trabajó paralelamente en la compañía de producción Les films de la drève y comenzó a realizar cortometrajes a mediados de los 1990. En 2002, dirigió el documental Quand les hommes pleurent (Cuando los hombres lloran) que trata de la inmigración marroquí en España y en 2004 L'enfant endormi (El niño dormido) con el que recibió varios premios internacionales. 

## Filmografía
- 1994: Le feutre noir(cortometraje).
- 1995 : Chiens errants (cortometraje).
- 2000 : Linda et Nadia (cortometraje).
- 2002 : Quand les hommes pleurent (documental).
- 2004 : L'Enfant endormi (El niño dormido).